# 衝撃映像をぶっとばせ!世界!笑撃アンサー
『衝撃映像をぶっとばせ!世界!笑撃アンサー』（しょうげきえいぞうをぶっとばせ!せかい!しょうげきアンサー）とは、日本テレビ系列で2022年9月13日21:00 - 22:54（JST）に放送されたバラエティ特別番組である。

## 出演者
- イワクラ（蛙亭）
- 桂宮治
- 空気階段
- 劇団ひとり
- せいや（霜降り明星）
- チャンス大城
- チョコレートプラネット
- 堂前透（ロングコートダディ）
- 錦鯉
- ニューヨーク
- ハリウッドザコシショウ
- ヒコロヒー
- マヂカルラブリー
- 見取り図
- ミルクボーイ

### 俳優
- 小澤征悦
- 玉城ティナ
- 奈緒
- 山田杏奈

### ナレーター
- 杉田智和

## スタッフ
- 企画・演出：井上将司、中川ゆりや
- 構成：酒井健作、平出尚人、安藤凜人、平川達矢
- ナレーター：杉田智和
- 美術：高津光一郎、日テレアート
- 技術協力：NiTRO、ヌーベルアージュ、東京オフラインセンター
- 編集：蒲澤悠太
- MA：藤井光洋
- CG：平池優太
- 音効：竹中幸治（naoto）
- イラスト：山里將樹
- リサーチ：野村直子、千田真
- 協力：青二プロダクション、アフロ、AP、新華社、ロイター
- デスク：高桑繭子
- TK：田中彩
- 制作進行：浜田和宏
- SNS：木村りえ
- 映像コーディネート：岩谷友美、李友樹、大塚千恵子、砂田有紀、山室麗、近森大成、牛路遥/TOKYO VISION、NTV EUROPE
- ディレクター：小岩井佑樹、青山純也、木下誠、矢吹竜也、ネルムス健、山本彩加、飯作優太、中道康夫、畠山俊一、北村要/小川浩太郎、下村知輝、小澤椋馬、藤木隆介、宮崎夏帆、井延祥子、明石芽依
- 監修：三浦伸介
- プロデューサー：清水真美子、竹下美佐、斎藤みさ子、山﨑雄二、石田真之介、友枝あす香、安部翔子
- 企画・統轄プロデューサー：渡邊政次
- チーフプロデューサー：倉田忠明
- 制作協力：日企、モスキート、AXON
- 製作著作：日本テレビ